# Wahnbachtalsperre
Wahnbachtalsperre – zbiornik retencyjny w Niemczech w powiecie Rhein-Sieg-Kreis w pobliżu Siegburga.
Okres budowy: styczeń 1955 – czerwiec 1956. W pełni uruchomiona 28 kwietnia 1958.

## Remont zapory w 2008 r.

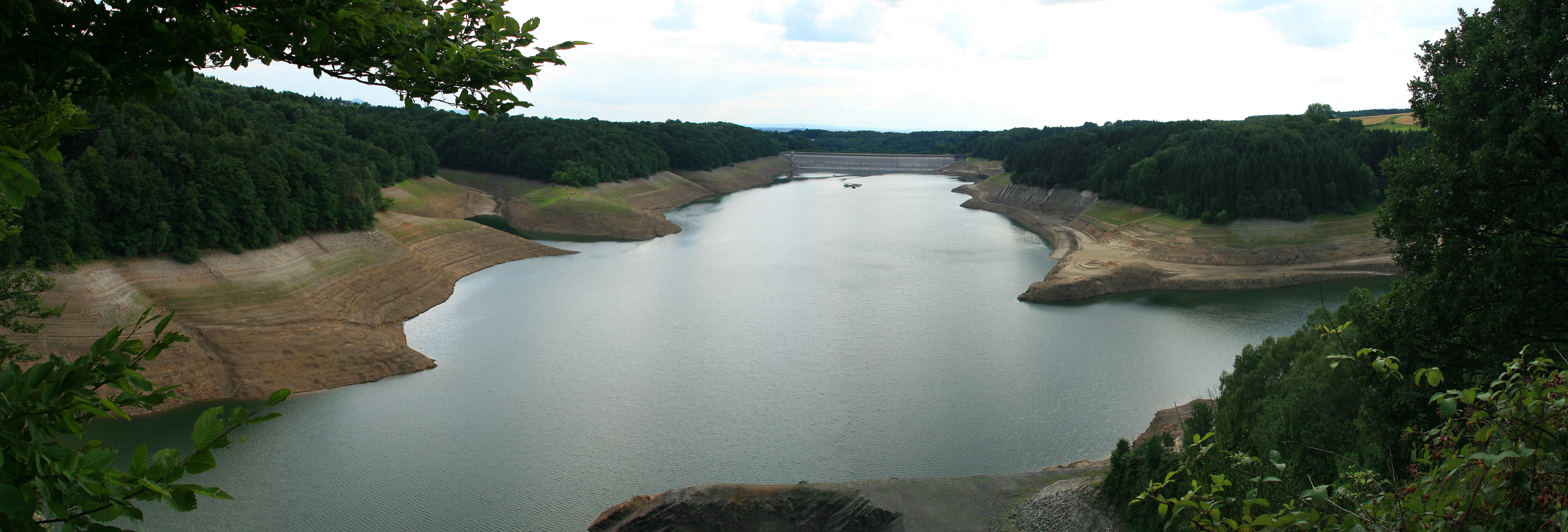
Panorama opróżnionego zbiornika

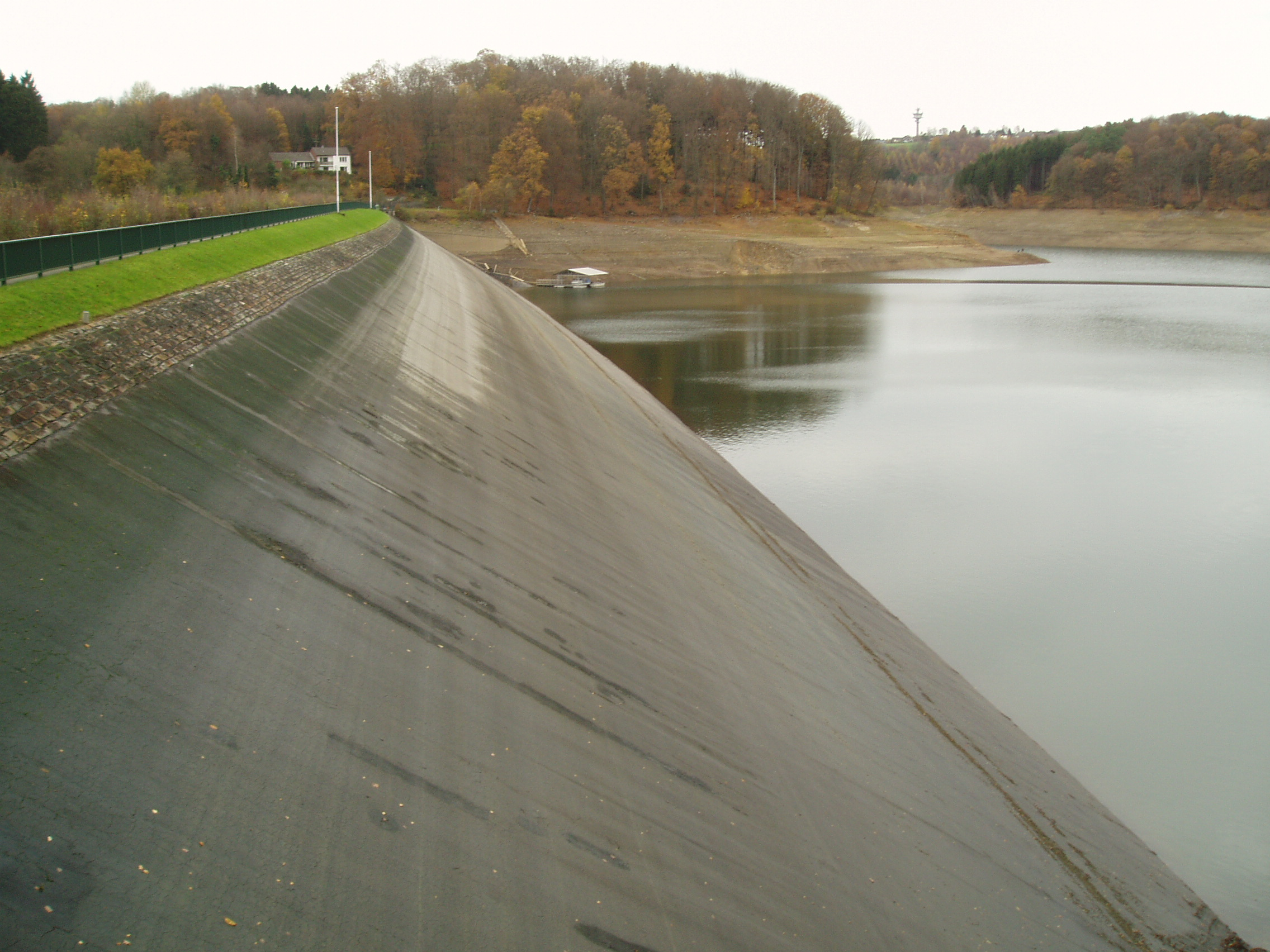
Widok zapory od strony wody górnej

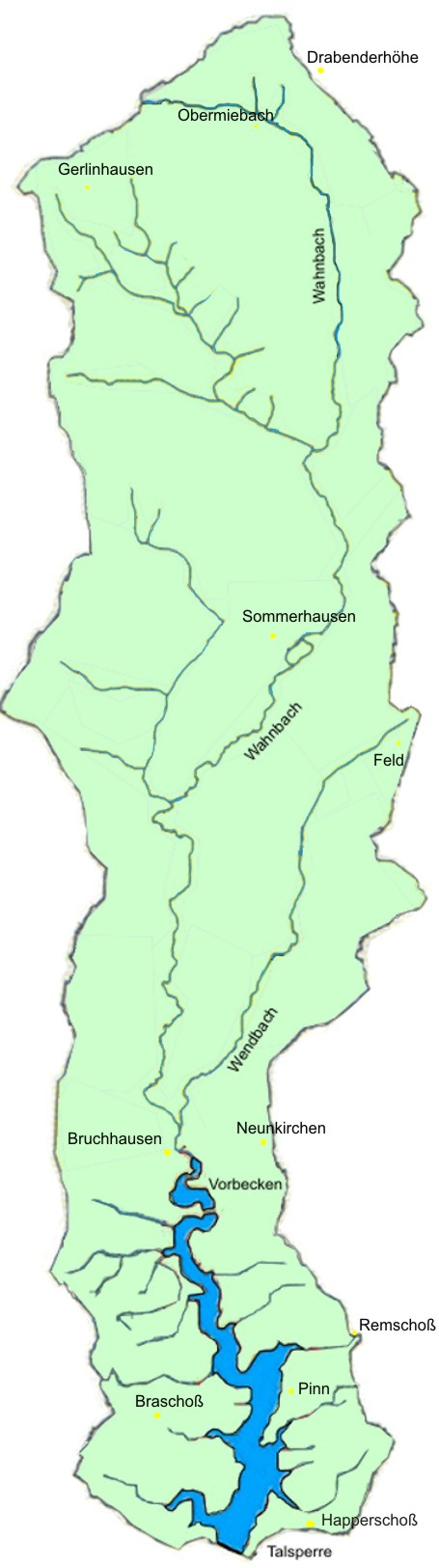
Zlewnia

W 2008 r. przeprowadzono remont warstwy uszczelniającej, od strony wody górnej, którą był asfalt. W tym celu obniżono zwierciadło wody 25m. Ponowne napełnianie zbiornika rozpoczęto w połowie listopada 2008, wkrótce po zakończeniu prac. Planowano przywrócić normalny poziom piętrzenia w marcu-kwietniu 2009. Jednak z uwagi na małą ilość opadów poziom docelowy osiągnięto w lipcu 2009.